# Тернхейм, Анна
А́нна Те́рнхейм (швед. Anna Ternheim; род. 31 мая 1978 года в Стокгольме, Швеция) — шведская певица, композитор и автор песен, исполняет свои песни на английском языке.

## Ранняя жизнь
Тернхейм родилась 31 мая 1978 года в Стокгольме. Когда ей было 10 лет, она начала обучаться игре на гитаре, писать песни и выступать. В течение года, проведённого за границей в Атланте, штате Джорджиа, Анна создала свою первую группу под названием «Sova», которая выступала на небольших фестивалях и в местных клубах. Она продолжила писать песни вернувшись в Стокгольм и, позднее, переехав в Лозанну, Швейцария, где изучала французский язык.

## Творчество
Творчество Анны Тернхейм можно отнести к инди-року с элементами джаза и этнической музыки, а мелодичность и меланхоличность позволяет провести параллели с такими исполнителями, как Стина Норденстам, Софи Зелмани и Ник Кейв.
В период с 2004 по 2007 год менеджером и продюсером Тернхейм был шведский музыкант Андреас Дальбек.

## Интересные факты
На нобелевском банкете 2015 года, который традиционно проходит после церемонии вручения Нобелевской премии в здании Стокгольмской ратуши, шведская певица Анна Тернхейм была удостоена чести исполнить для гостей свою музыкальную композицию.

## Дискография

### Альбомы (LP)
- 2004: Somebody Outside (также выпущен ограниченный тираж акустической версии)
- 2006: Separation Road (также выпущен ограниченный тираж акустической версии)
- 2008: Halfway to Fivepoints (американская версия Separation Road, включая ранние песни)
- 2008: Leaving on a Mayday (также выпущены ограниченные тиражи с каверами песен Синатры, с концертными выступлениями и видео-DVD)
- 2011: The Night Visitor
- 2016: For The Young
- 2017: All the Way to Rio
- 2019: A Space for Lost Time

Её четвертый студийный альбом «The Night Visitor» записан в Нэшвилле 28 октября 2011 года при участии Мэтта Суини и Дэйва Фергюсона.

### Мини-альбомы (EP)
- 1996 — Sova
- 2003 — Anna Ternheim — демо
- 2004 — I’ll Follow You Tonight
- 2004 — To Be Gone
- 2005 — My Secret
- 2005 — Shoreline
- 2007 — Lovers Dream & More Music for Psychotic Lovers
- 2007 — Anna Ternheim
- 2008 — Halfway to Fivepoints (только в США)

### Синглы
- 2004 — «To Be Gone»
- 2005 — «My Secret»
- 2005 — «Shoreline»
- 2006 — «Girl Laying Down»
- 2007 — «Today Is a Good Day»
- 2008 — «What Have I Done»
- 2009 — «Escape Into My Arms»
- 2009 — «Make It On My Own»
- 2012 — «Walking Aimlessly»
- 2012 — «Lorelie-Marie»
- 2015 — «Every Heartbeat»
- 2015 — «Still A Beautiful Day»
- 2015 — «For The Young»